# Кінематограф

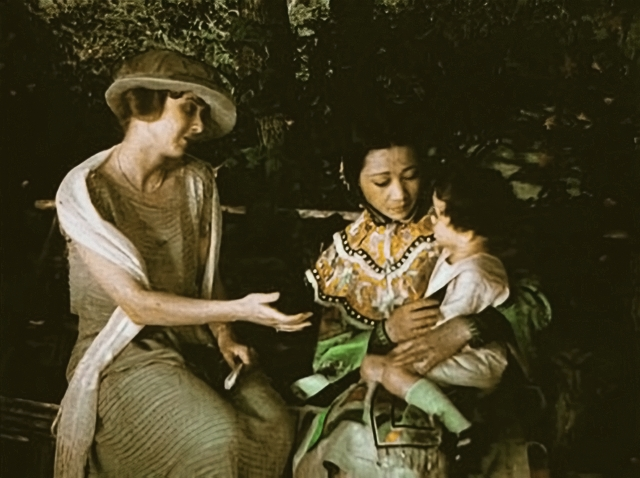
Кадр з першого голлівудського кольорового фільму «Жертви моря», 1922 р.

Кінемато́граф (від грец. κινεμα, род. в. грец. κινεματος — рух та грец. γραφο — писати, зображати) — галузь культури та економіки, що об'єднує всі види професійної діяльності, пов'язаної з виробництвом, розповсюдженням, зберіганням та демонструванням фільмів, а також навчально-науковою роботою (див. кінознавство).
Значною частиною кінематографії є кіноіндустрія — галузь промисловості, що виготовляє кінофільми, спецефекти до них та анімацію. У багатьох країнах кіноіндустрія є важливою галуззю економіки. Виробництво кінофільмів зосереджено у кіностудіях. Готові фільми демонструються у кінотеатрах, по телебаченню, поширюються на носіях інформації для перегляду на домашній аудіо-відео техніці, зокрема на відеокасетах та відеодисках.

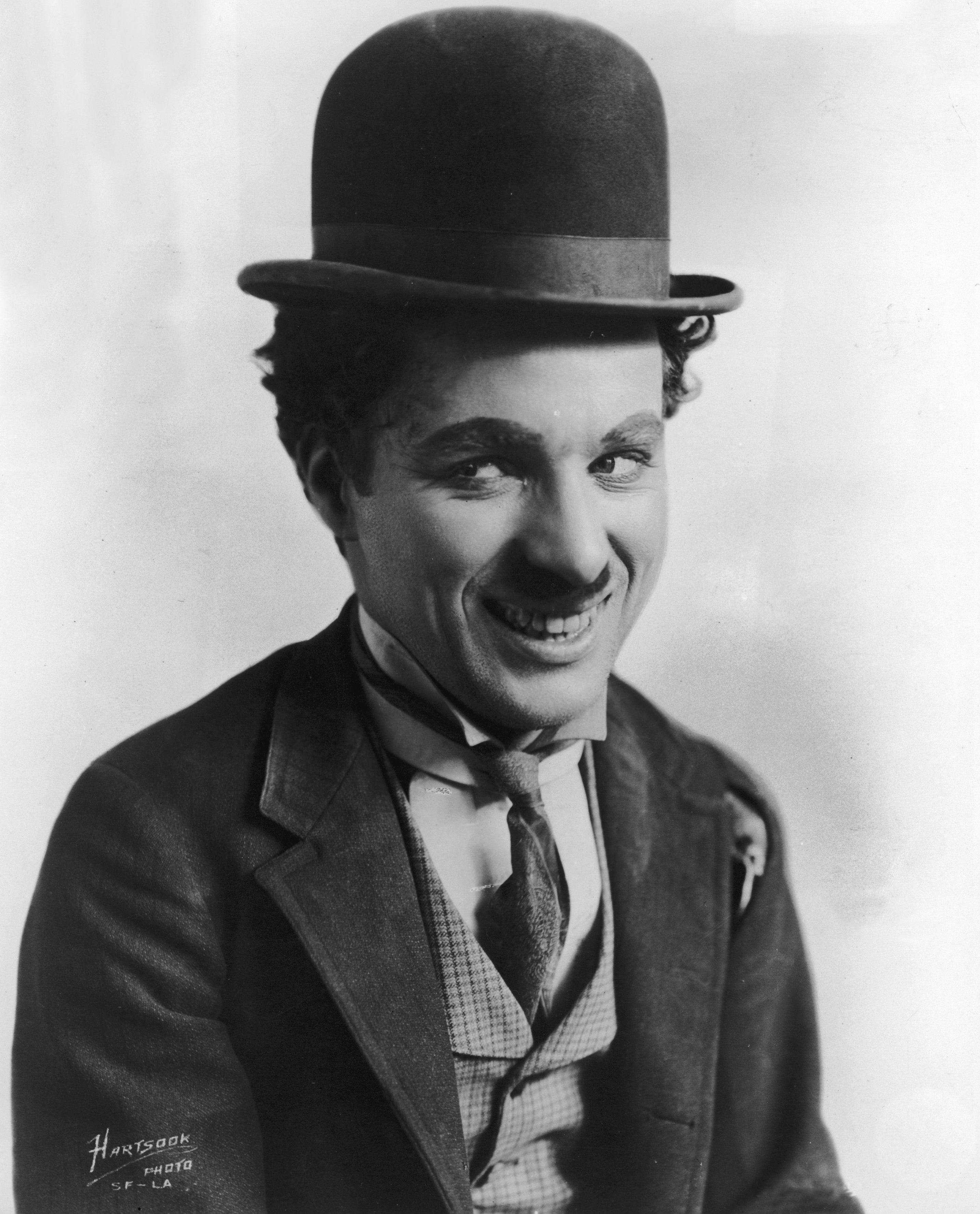
Чарлі Чаплін

Словом кінематографія іноді позначають також:
- Кіномистецтво — вид образотворчого мистецтва, що винайдений у XIX столітті і став найпопулярнішим у XX столітті.
- Кінознімання — комплекс пристроїв та методів, що необхідні для знімання рухомих об'єктів на кіноплівку, і для наступного відображення отриманих знімків, шляхом проєктування їх на екран.

У свою чергу кінематографію можуть називати кіномистецтво, кінематограф, зрідка сінематограф чи сінематографія (фр. cinématographe).

## Історія кіно
Детальніші відомості з цієї теми ви можете знайти в статті Історія кіно.

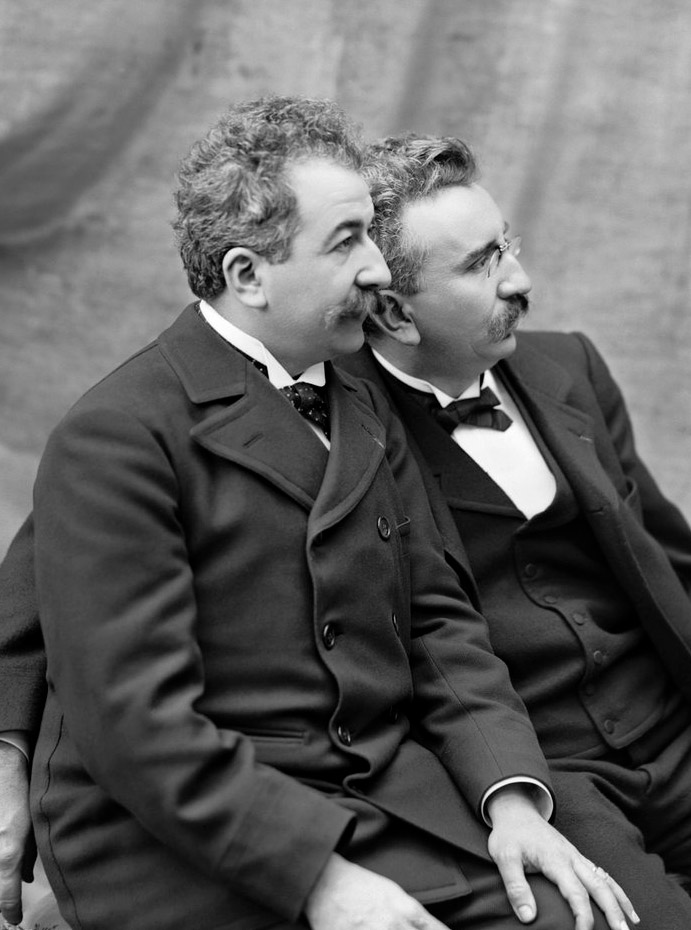
Брати Люм'єр (Огюст ліворуч, Луї праворуч)

Механізми для виробництва штучно створених двомірних зображень у русі демонструвались ще у 1860-х. Це були такі прилади як зоотроп та праксиноскоп. Ці машини походили від простих оптичних приладів (як «магічні ліхтарі») і могли показувати послідовність нерухомих картинок з достатньою швидкістю, щоб зображення на картинках здавались рухомими (таке явище зветься інертність зорового сприйняття). Зрозуміло, що зображення повинні були бути ретельно підібрані, аби досягти бажаного ефекту. Принципи цього стали основою для подальшого розвитку анімації.
З розвитком целулоїдної плівки для фотографій стало можливим захоплювати об'єкти у русі в реальному часі. Ранні версії технології вимагали від глядача дивитись у спеціальний прилад, щоб побачити картину. У 1880-х розвиток кінокамер дав змогу захоплювати і зберігати окремі зображення на одній плівці у рулоні. Це призвело до швидкого розвитку кінопроєктору, що освічував знятий і віддрукований фільм та переносив зображення на екран, створював кінопоказ для великої аудиторії. Ці рулони стали називатись «рухомі зображення», звідки і походить англійське слово «movie». 
В 1893 р. одеський механік Тимченко Йосип Андрійович на замовлення фізика М. Любимова розробив «снаряд для аналізу стробоскопічних явищ», у якому було використано скачковий механізм «слимак». Цей апарат був продемонстрований у січні 1894 року на IX з'їзді дослідників природи та лікарів Російської імперії. За допомогою цього апарата Любимов довів свою теорію ілюзії безперервного руху «світлового тіла», пов'язану зі стробоскопічним ефектом. 
Ранні фільми були статичними планами, що показували подію без монтажу чи інших кінематографічних прийомів.
Кіно було винятково образотворчим (візуальним) мистецтвом аж до кінця 1920-х, але ці прогресивні німі фільми посідали значне місце у тогочасній культурі. На початку XX століття у фільмах почала розроблятися оповідна структура. Окремі сцени почали об'єднуватися задля зв'язної розповіді. Сцени пізніше розбивались на різні кадри різних розмірів та точок зору. Інші прийоми (наприклад, рух камери) теж реалізувалися як ефективний спосіб розгортання сюжету. Щоб не тримати аудиторію в тиші, власники кінотеатрів наймали піаністів, орган чи цілий оркестр, щоб грати музику відповідно до настрою фільму у кожен конкретний момент. На початку 1920-х більшість фільмів виходили з вже підготовленим списком музичних композицій для цих цілей, або навіть з повним набором звукозаписів, що створювались для значних кінопродуктів.
Розвиток європейського кіно був перерваний початком Першої світової війни. У той час у США кіноіндустрія почала швидко розвиватись разом з появою Голлівуду. Проте у 1920-х європейські кіномитці, такі як Сергій Ейзенштейн та Фрідріх Вільгельм Мурнау продовжували свою справу. У 1920-х нові технології дозволили кіновиробникам додавати до кожного фільму звукову доріжку з мовленням, музикою чи звуковими ефектами, що відповідали дії на екрані.
Наступним важливим кроком у розвитку кіно було введення кольору. Додавання звуку швидко замінило німі фільми і музикантів у кінотеатрах, а от колір був прийнятий більш поступово. Публіка відносно байдуже ставилась до кольорових фільмів. Проте з розвитком кольорових технологій вони стали такі ж доступні, як і чорно-білі, і після Другої світової війни дедалі більше фільмів знімались у кольорі. Цьому сприяла американська кіноіндустрія, що розглядала колір як необхідну складову для приваблення аудиторії у конкуренції з телебаченням, котре залишалось чорно-білим аж до середини 1960-х. Наприкінці 1960-х колір став нормою для всіх кіновиробників.
У 1950-х, 1960-х та 1970-х відбувалися певні зміни у виробництві та стилі фільмів. Новий Голлівуд, французька Нова хвиля, розвиток кіноосвіти та незалежних кіновиробників — все це найбільш сформувало кінопроцес другої половини XX століття. У 1990-х роках почали впроваджуватись цифрові технології і у XXI столітті вони вже стали нормою.

### Довговічність кіно
Кіно існує більше століття, проте це не довго, якщо порівнювати з іншими видами мистецтва, такими як скульптура чи живопис. Більшість вірять, що кіно стане довготривалою формою мистецтва, оскільки кінокартини апелюють до різних людських почуттів.
За винятком соціальних норм і культурних відмінностей, все ще існує багато спільного між театральними п'єсами усіх часів і сьогоднішніми фільмами. Мелодрама про дівчину, яка кохає хлопця, але не може бути з ним з якихось причин, бойовик про героя, що протистоїть сильнішим ворогам, комедії про щоденне життя тощо. Це сюжети з традиційною канвою, що існували у книгах, п'єсах та інших видах мистецтва.
Причина існування кіно полягає в тому, що люди досі прагнуть пригод, захоплення, гумору, ризику та емоційних змін. Цивілізація розвивається і змінюється, принаймні у поверхневих особливостях, і тому прагнення постійного оновлення художніх засобів відповідає цим бажанням. Кіно забезпечує їм доступний і потужний шлях.

### Розвиток кінотехнологій
Неекспонована кіноплівка складається з прозорого целулоїду, поліестру чи іншої пластичної основи, що покрита емульсією з вмістом світлочутливих хімічних речовин. Нітроцелюзоза була першим типом плівки, що використовувалась для запису рухомих зображень, але через легкозаймистість була замінена безпечнішими матеріалами. Визначення ширини плівки та формату зображення у рулоні мають багату історію, але сьогодні більшість комерційних фільмів все ще знімаються на 35-міліметровій плівці.
Спочатку кінофільм знімався на різних швидкостях з використанням камер з ручним обертанням. Пізніше швидкість для механічних камер та проєкторів була стандартизована — 16 кадрів за секунду, що було значно швидше за ручне обертання. Нова стандартна швидкість, 24 кадри за секунду, була введена одночасно з появою звуку. Удосконалення з кінця XIX століття включають механізацію камер, що надають можливість запису на постійній швидкості, винахід чутливіших плівок та лінз, що дозволяють знімати у доволі тьмяних умовах, розвиток синхронного звуку, що дозволило записувати звук на тій же швидкості, що й відповідну дію. Звукова доріжка може бути записана окремо від зйомок фільму, але для реалістичних картин багато частин звукової доріжки записуються паралельно зі зйомками.
Нині фільм не обмежується лише рухомими зображеннями. Він може використовуватись для представлення поступової послідовності нерухомих зображень у вигляді слайд-шоу. Фільм також може включатись у мультимедіа-презентації і часто має важливе значення як первинний історичний документ. Проте старі фільми мають певні проблеми у плані збереження, тому кіноіндустрія досліджує нові альтернативи. Більшість фільмів на нітроцелюлозній основі були копійовані на надійніші сучасні плівки. Деякі студії зберігають три чорно-білих негативи, що піддаються червоному, зеленому та синьому фільтрам. Цифрові методи теж використовуються для зберігання та захисту фільмів. Збереження старих кіноплівок вимагає спільної роботи істориків кіно, архівістів та компаній, що зацікавлені у збереженні їхньої продукції для наступних поколінь (і, відповідно, для збільшення доходів).
Протягом останніх десятиліть деякі фільми записувались за технологією аналогового відео. Ця технологія використовувалась також у телевізійному виробництві. Поступово вкорінюються цифрові камери та проєктори. Ці досягнення можуть бути дуже вигідними для кіновиробництва, тому що монтаж й оцінка довжини фільму може бути здійснена раніше, ніж будуть оброблені плівки. Проте перехід на цифрові технології поступовий і станом на 2005 рік більшість кінофільмів все ще записуються на плівку.

## Теорія кіно
Детальніші відомості з цієї теми ви можете знайти в статті Кінознавство.
Теорія кіно намагається розробляти короткі, систематичні поняття, що застосовуються у дослідженні кінофільму як мистецтва. Класична теорія кіно забезпечує структурний каркас, який заповнюється традиційними питаннями технології, оповіді, кінематографічного коду, образу, жанру, суб'єктивності та авторства. Новіші аналізи породили психоаналітичну теорію кіно, структуралістську теорію кіно, феміністську теорію кіно та інші.

## Кінокритика
Детальніші відомості з цієї теми ви можете знайти в статті Кінокритика.
Кінокритика — аналіз та оцінка фільмів. Загалом її можна розділити на наукову критику фільму вченими, та на журналістську критику, що з'являється у газетах та інших медіа.
Кінокритики працюють для газет, журналів, телерадіомовлення, електронних видань і переважно рецензують нові кінофільми. Як правило, вони лише раз дивляться фільм і мають лише день чи два для формулювання своєї оцінки. Попри це, критики мають значний вплив на фільми, особливо у комерційних жанрах — бойовиках, жахах, комедіях тощо. Виробники таких фільмів прагнуть, аби їхня продукція не піддавалась надто суворим оцінкам, бо це впливає на прибуток. Короткий огляд та детальніший опис фільму складають переважну більшість кінорецензій і мають великий вплив на людей, коли ті вирішують, який фільм подивитись. Для серйозних фільмів, переважна більшість яких драми, значення рецензій дуже важливе у комерційному плані. Погані огляди роблять фільм незрозумілим, залишають його в тіні і завдають фінансового збитку.
Вплив рецензента на фінансові збори від фільму є предметом дискусії. Дехто стверджує, що кіноіндустрія і маркетинг зараз такі потужні та впливові, що оглядачі не мають жодного впливу на них. Проте були випадки повних провалів потужно розрекламованих фільмів через негативні рецензії, як і випадки несподіваного успіху малобюджетних незалежних фільмів завдяки позитивній реакції критиків. Це може вказувати, що особливо сильна реакція критиків має певний вплив. Інші відмічають, що позитивна реакція на маловідомі фільми може викликати інтерес до них у глядачів. І навпаки, щодо деяких фільмів їхні виробники були настільки впевнені, що відмовлялись давати кінокритикам дозвіл на попередній перегляд, щоб тримати сюжет фільму у таємниці до прем'єри. Проте професійні критики навіть у таких випадках можуть передбачити, який результат матиме фільм після виходу на екрани. Вони спираються на інформацію про його авторів, процес зйомок тощо.
Дехто вимагає називати кінокритиків-журналістів кінооглядачами, а справжніми кінокритиками — науковців, котрі проводять більш глибокий аналіз фільму. Ця робота часто називається теорією кіно чи вивченням кіно. Такі критики намагаються зрозуміти з якою метою робиться фільм, як він робиться, і як він впливає на людей. Їхні дослідження публікуються переважно у наукових збірках та періодичних виданнях. Також вони співпрацюють з закладами вищої освіти.

## Кіноіндустрія
Виробництво і показ кінофільмів стали приносити прибуток майже відразу, як були винайдені. Брати Люм'єр бачили, яким успішним став їхній винахід у Франції, тому стали подорожувати іншими країнами, показуючи фільми як для еліти, так і для мас. У кожній країні вони, як правило, додавали нові місцеві сцени до свого каталогу і дуже швидко знаходили місцевих антрепренерів у різних країнах Європи, що купували їхнє обладнання і фільми, займалися експортом та імпортом. «Пристрасть Обераммеґро» (1898) був найпершим комерційним фільмом в історії. За ним вийшло багато інших картин, і кінофільми стали окремою індустрією, що охопила увесь світ. Театри та компанії формувались спеціально з метою виробляти і розповсюджувати фільми, поступово сформувався культ кіноакторів, що ставали знаменитостями, незалежними від компаній. Вже у 1917 році Чарлі Чаплін уклав контракт, за яким його річний прибуток становив мільйон доларів.
Нині переважна частина кіноіндустрії сформована навколо Голлівуду у США. Інші регіональні центри існують у багатьох країнах світу, а індійська кіноіндустрія (переважно сформована навколо «Болівуду») щороку виробляє найбільшу кількість фільмів у світі. Також щороку виробляється більше десяти тисяч порнофільмів, щодо відношення яких до кіно тривають дискусії. Кошти, що вкладаються у виготовлення фільмів, змушують кіновиробництво зосереджуватись навколо кіностудій, проте процес розвитку кінообладнання робить його доступним і дозволяє розвиватись незалежним кіновиробникам.
Комерційна вигода — ключова рушійна сила індустрії через коштовність кіновиробництва. Досі більшість кіновиробників намагаються створювати проєкти, що зацікавлять якнайширшу аудиторію. Нагорода Американської кіноакадемії (також відома як «Оскар»), найзначніша кінонагорода у США. Вона забезпечує визнання фільмам, начебто відповідно до їхньої художньої цінності. Також фільми почали використовуватись у освіті, замість (або додатково) лекцій та підручників.

### Виробництво кіно

#### Стадії кіновиробництва
Детальніші відомості з цієї теми ви можете знайти в статті Кіновиробництво.
Знімання фільму передбачає певну команду людей, що необхідні протягом кіновиробництва. Багато голлівудських пригодницьких фільмів вимагають комп'ютерної генерації образів (CGI), що створюються багатьма 3D-дизайнерами об'єктів та сцен, аніматорами, композиторами. Проте малобюджетний незалежний фільм може бути створений невеликою групою людей, що отримують мінімальну платню. Кіновиробництво існує у всьому світі, воно використовує різні технології, стилі дії та жанри, і фінансується за різними схемами — від державного замовлення у Китаї до орієнтованої на прибуток американської студійної системи.
Типовий голлівудський цикл виробництва фільму складається з п'яти основних стадій:
- Розробка
- Довиробнича підготовка (препродакшн)
- Виробництво (продакшн)
- Пост-виробництво (постпродакшн)
- Розповсюдження (дистрибуція)

Цей виробничий цикл традиційно займає три роки. Першій рік ведеться розробка, другий підготовка і виробництво. На третьому році відбувається пост-виробництво та розповсюдження.

#### Кінокоманда
Детальніші відомості з цієї теми ви можете знайти в статті Кінокоманда.
Кінокоманда (film crew) — група людей, що найняті кінокомпанією для виробництва фільму. Кінокоманда розглядається окремо від складу фільму — акторів, що з'являються перед камерою або озвучують персонажів фільму.

#### Анімація
Детальніші відомості з цієї теми ви можете знайти в статті Анімація.
Анімація — технологія, за якої кожен кадр фільму виготовляється окремо. Це може бути автоматично генерована комп'ютерна графіка, фото намальованих зображень, або коли ряд незначних змін у моделі фотографує спеціальна анімаційна камера. Коли кадри об'єднуються і остаточний фільм переглядається зі швидкістю 16 кадрів за секунду або більше виникає ілюзія безперервного руху (тобто інерція зорового сприйняття). Створення такого фільму вкрай трудомістке, важке і одноманітне, хоча розвиток комп'ютерної анімації значно прискорив цей процес.
Графічні файли у форматах GIF, MNG, SVG та «флеш» (Flash) дозволяють переглядати анімацію на комп'ютері або через Інтернет.
Оскільки анімація дуже тривала у виробництві і часто дуже коштовна, більшість анімації для телебачення та кінофільмів створюють професійні анімаційні студії. Незалежна анімація — невеликі незалежні анімаційні студії, що іноді складаються з однієї особи. Проте багато незалежних виробників анімації увійшли до професійної анімаційної індустрії.
Обмежена анімація — шлях пришвидшити виробництво і зменшити вартість фільму шляхом використання ключових кадрів у процесі анімації. Цей метод був вперше використаний студією «ЮПА» і популяризований студією «Ганна-Барбера». Він став використовуватись у інших студіях, коли мультфільми перейшли з екранів кінотеатрів на телеекрани.

### Кінопоказ
Після виготовлення фільму, його, як правило, показують глядачам у кінотеатрі. Перший театр спроєктований винятково для кінофільмів був відкритий у Пітсбурзі (штат Пенсільванія) у 1905 році. Тисячі подібних театрів були збудовані або переобладнані протягом кількох наступних років. У США такі театри називались нікелдеони, оскільки вхід коштував нікел — п'ять центів.
Зазвичай кінопоказ складався з одного фільму. Бували подвійні покази, що складалися з високоякісної «картини А» взятої на прокат незалежним театром за одночасну плату, та «картини Б» нижчої якості, яка бралась у прокат за відсоток від зборів. Нині кінопоказ починається не з самого фільму, а з оглядів фільмів, що невдовзі вийдуть на екрани. Ці огляди називаються трейлерами. Також у деяких кінотеатрах фільму може передувати реклама.
З самого початку фільми виготовлялись тільки для показу в кінотеатрах. Розвиток телебачення дозволив показувати фільм значно більшій аудиторії, але й прибутки були менші, тому фільм показувався по телебаченню вже після прокату у кінотеатрах. Технології запису з часом дозволили споживачам брати у прокат чи купувати копії фільми на відеокасетах або ді-ві-ді (чи на старіших форматах відеодисків — лазерних дисках, VCD, SelectaVision). З розвитком Інтернету стали можливі завантаження фільмів, що стало ще одним джерелом доходів для компаній. Щоправда, це приносить і збитки через піратство та у зв'язку з розвитком файлообмінних мереж, до яких майже неможливо застосувати закон про авторське право. Нині багато фільмів виготовляються для цих спеціальних цілей — телефільми та відеофільми. Часто вважається, що такі фільми нижчої якості у порівнянні з театральними версіями. І справді, більшість фільмів, чиє виробництво припинялось їхніми власними студіями, належать до цих ринків.
У середньому кінотеатр сплачує близько 55 % з продажів квитків кіностудії, як плату за прокат. Справжній відсоток вищий за цей у перші дні прокату, а потім поступово знижується для того, щоб стимулювати кінотеатри утримувати фільми у прокаті довше. Проте більшість комерційних фільмів йдуть у прокаті не більше восьми тижнів. Кілька фільмів щороку ігнорують це правило, бо їх покази стартують лише у кількох кінотеатрах. Відповідно до дослідження 2000 року (ABN AMRO) близько 26 % прибутків голлівудських студій складали надходження від продажу квитків у кінотеатрах; 46 % — від продажів відеокасет та ді-ві-ді; 28 % — від телебачення (загального, кабельного та платного).

## Незалежне кіно
Детальніші відомості з цієї теми ви можете знайти в статті Незалежне кіновиробництво.
Кіновиробництво також відбувається і за межами студійної системи голлівудського типу і, як правило, називається незалежним кіновиробництвом.
Незалежний фільм («фільм інді») — фільм, що створений без фінансування чи розповсюдження відомої кіностудії. Творчі, бізнесові та технологічні причини разом спричинили зростання незалежного кіновиробництва наприкінці XX і на початку XXI століття.
У творчому аспекті стало все важче схилити студію для зйомок експериментального фільму. Експериментальні елементи у змісті та формі — подразники для великих студій.
У бізнесовому аспекті коштовність високобюджетних фільмів призводила до консервативних тенденцій у виборі команди і акторського складу. Проблема поглибилась переходом до співфінансування. Більше 2/3 фільмів, що випустила студія «Ворнер Броз.» у 2000 році, фінансувалися з різних джерел, а у 1987 році таких було лише 10 %. Режисер-початківець майже ніколи не отримує можливості зняти фільм у відомій студії, якщо він не має чималого досвіду у виробництві кіно чи у телебаченні. Також вкрай рідко виходять фільми з невідомими акторами у головних ролях.
До появи цифрових альтернатив вартість професійного кінообладнання також була бар'єром у можливості виготовлення чи зйомок у традиційному студійному фільмі. Вартість 35-міліметрової плівки випереджала інфляцію — у 2002 році вартість негативів зросла на 23 % відсотки. Фільм вимагає дорогого освітлення та засобів пост-виробництва.
Але поява відеокамер для масового споживача у 1985 році і прихід високоякісного цифрового відео на початку 1990-х значно зменшило вищезгаданий бар'єр у кіновиробництві. Вартість виробництва і пост-виробництво значно зменшилась. Сьогодні технічні засоби і програмне забезпечення для пост-виробництва можуть бути встановлені на будь-який домашній комп'ютер. Такі технології як Ді-Ві-Ді (DVD), програмне забезпечення як «Adobe Premiere Pro», «Final Cut Pro», «Final Cut Express», «iMovie» роблять кіновиробництво відносно недорогим.
Введення технологій цифрового відео (DV) означало, що кіновиробництво стало демократичнішим. Виробник може, у принципі, зняти фільм, зробити монтаж, записати звук та музику, і створити остаточний варіант на домашньому комп'ютері. Проте, хоч засоби виробництва стали доступнішими, але фінансування, розповсюдження та маркетинг вкрай важко здійснюється за межами традиційної системи. Більшість незалежних кіновиробників вимушені з'являтись на кінофестивалях, щоб їхні фільми були помічені і їх можна було продати для розповсюдження.